# Benthoscope
Le benthoscope est un submersible de haute mer conçu par Otis Barton après la Seconde Guerre mondiale.

## Description
Barton engage la société Watson-Stillman, qui a auparavant construit le bathysphère de William Beebe, pour produire le nouveau modèle de navire de plongée profonde, dont le nom vient du grec benthos, signifiant « fond ».
Le benthoscope est essentiellement similaire au bathysphère, mais est construit pour résister à des pressions plus élevées, avec une profondeur d'écrasement de 3 000 m. Son diamètre interne est de 1,4 m et son épaisseur de paroi est de 44 mm. Il pèse 7 tonnes, soit une augmentation de poids de 730 kg par rapport au bathysphère. Deux fenêtres en quartz fondu sont installées, l'une tournée vers l'avant et l'autre en diagonale vers le bas. D'autres arrangements suivent, avec de l'oxygène fourni par des bouteilles, et du chlorure de calcium et de la chaux sodée utilisés respectivement pour absorber l'humidité et le CO2.
En août 1949, Barton établit un nouveau record du monde de profondeur avec une descente en solo à 1 400 m, ce qui reste la plongée la plus profonde réalisée par un submersible suspendu par un câble,.
Le benthoscope est de nos jours exposé devant le Musée maritime de Los Angeles à San Pedro, en Californie.